# Гримич Віль Григорович
Віль Григо́рович Гри́мич (7 червня 1925, Москва — 2 жовтня 2016, Київ) — український перекладач та літературознавець. Заслужений працівник культури України. Учасник німецько-радянської війни, капітан військової служби.

## Життєпис
Народився 7 червня 1925 р. у м. Москві.
Закінчив філологічний факультет Київського державного університету ім. Т. Г. Шевченка та аспірантуру.

Могила Віля Гримича, Байкове кладовище

Меморіальна дошка Вілю Гримичу в Києві

Учасник німецько-радянської війни у складі 719-го легкого артилерійського полку та 2-го Білоруського фронту, капітан військової служби. Нагороджений орденами та медалями.
Член-кореспондент Словенської Академії наук і мистецтв. Автор багатьох статей, есе в періодиці й книжках про іншомовні літератури, міжлітературні взаємини, зарубіжну україніку й шевченкіану.
Помер 2 жовтня 2016 року на 92-му році життя в Києві. Похований на Байковому кладовищі (ділянка № 33). На будинку по вул. Олеся Гончара, 52 відкрито меморіальну дошку.

### Родина
Дружина — літературознавиця Галина Гримич (нар. 1938). Донька — письменниця, доктор історичних наук Марина Гримич (нар. 1961). Зять — політик та дипломат Ігор Осташ (нар. 1959).

## Творчий доробок (частковий)
Переклав романи й повісті
- зі словацької: Р. Яшика, Л. Мнячка;
- з чеської: Йозефа Несвадби, Павла Гануша, Мірко Пашека;
- з узбецької: Гафура Гуляма, Ульмаса Умарбекова;
- поетичні книжки з татарської: Джавада Тарджеманова, Муси Джаліля;
- зі словенської: Франце Прешерна, Антона Інголича, Цирила Космача, Тоне Селішкара, Леопольда Суходольчана;
- з естонської: Владіміра Беекмана, А. Сійга;
- з кримськотатарської: Окрушина сонця. Антологія (у співавторстві),
- драматичні твори з іспанської: Лопе де Вега;
- з німецької: Фрідріха Дюрренматта, Танкреда Дорста;
- з італійської: Джуліо Скарніччі та Ренцо Тарабузі;
- з французької: Робера Тома;
- з англійської: П. Шиффера;
- із сербської: Бранислава Нушича;
- з російської: Антона Чехова.

## Нагороди
- 1945 — орден Червоної Зірки
- 1946 — медаль «За визволення Варшави»
- 1946 — медаль «За перемогу над Німеччиною у Великій Вітчизняній війні 1941—1945 рр.»
- 1985 — орден Вітчизняної Війни I ступеня
- 1993 — премія імені Максима Рильського — за талановиті інтерпретації творів багатьох митців слов'янського світу: Ц. Космача, А. Інголича, Б. Нушича, Й. Несвадби, Р. Яшика, М. Пашека
- 2001 — Орден «За заслуги» ІІІ ступеня[1]
- заслужений працівник культури України